# Poncey-sur-l’Ignon
Poncey-sur-l’Ignon ist eine französische Gemeinde mit 82 Einwohnern (Stand: 1. Januar 2022) im Département Côte-d’Or in der Region Bourgogne-Franche-Comté (vor 2016 Bourgogne). Sie gehört zum Arrondissement Dijon und zum Kanton Is-sur-Tille. Die Einwohner werden Podentiens genannt.

## Geographie
Poncey-sur-l’Ignon liegt etwa 24 Kilometer nordwestlich von Dijon am Ignon. Umgeben wird Poncey-sur-l’Ignon von Chanceaux im Nordwesten und Norden, Pellerey im Nordosten, Vaux-Saules im Osten, Champagny und Bligny-le-Sec im Süden sowie Source-Seine im Westen.

## Bevölkerungsentwicklung
| Jahr                       | 1962 | 1968 | 1975 | 1982 | 1990 | 1999 | 2006 | 2013 | 2019 |
| Einwohner                  | 144  | 122  | 105  | 107  | 66   | 81   | 84   | 69   | 83   |
| Quellen: Cassini und INSEE |      |      |      |      |      |      |      |      |      |

## Sehenswürdigkeiten

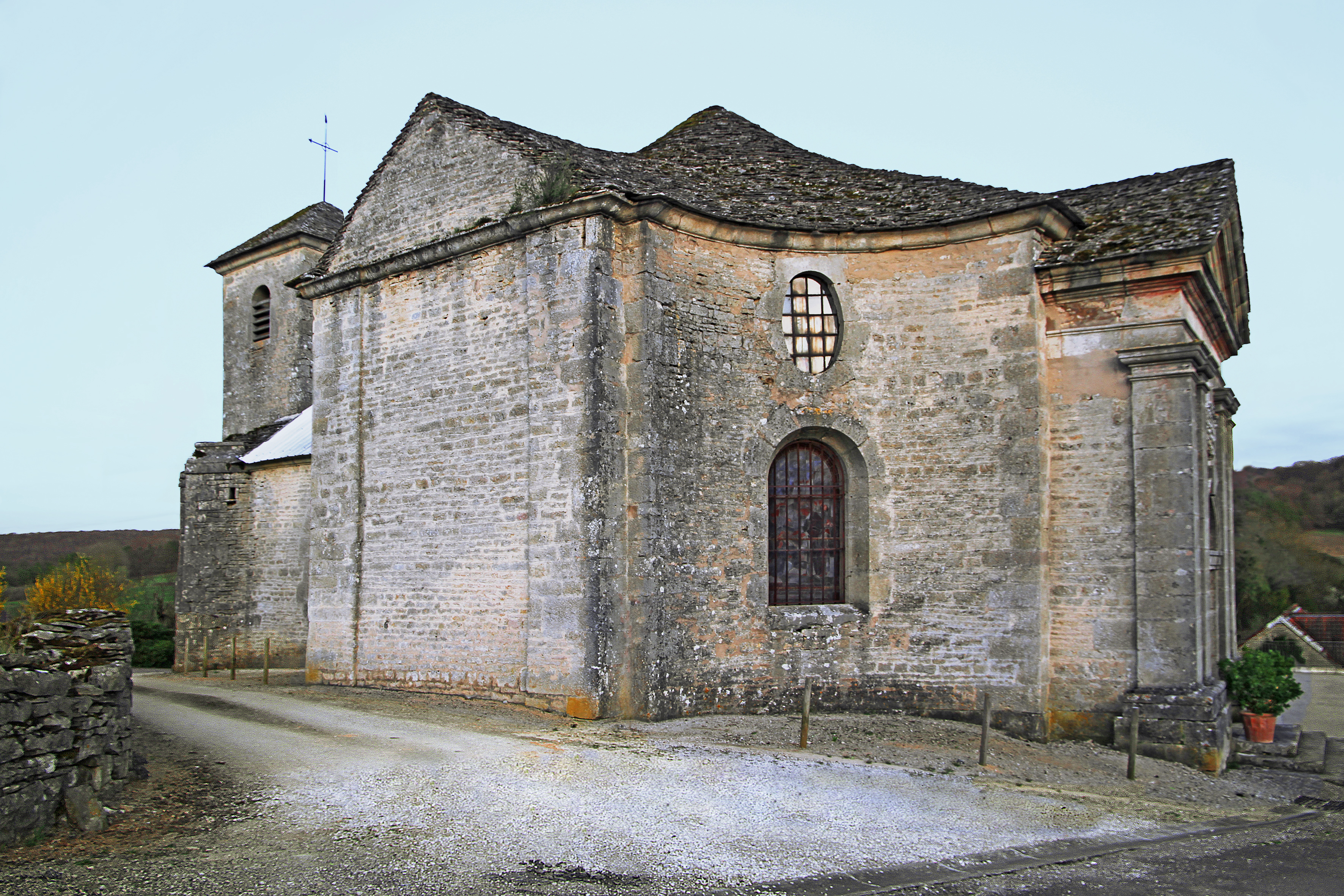
Kirche Saint-Barthélemy

- Kirche Saint-Barthélemy, 1785–1787 erbaut